# Oxymacaria cremnodes
Oxymacaria cremnodes är en fjärilsart som beskrevs av Oswald Beltram Lower 1893. Oxymacaria cremnodes ingår i släktet Oxymacaria och familjen mätare. Inga underarter finns listade i Catalogue of Life.